# Solid Air
Solid Air è un album del cantautore britannico John Martyn, pubblicato dall'etichetta discografica Island nel febbraio 1973.
L'album è prodotto da John Wood e lo stesso interprete, che è autore completo di tutti i brani tranne I'd Rather Be the Devil, firmato da Skip James.

## Tracce

### Lato A
1. Solid Air
2. Over the Hill
3. Don't Want to Know
4. I'd Rather Be the Devil

### Lato B
1. Go Down Easy
2. Dreams by the Sea
3. May You Never
4. The Man in the Station
5. The Easy Blues